# آيت مناد (تغبالت)
آيت مناد هي إحدى مشيخات المملكة المغربية، تتبع جغرافيا لإقليم زاكورة وإداريًا لتغبالت. يقدر عدد سكانها بـ 3939 نسمة حسب الإحصاء الرسمي للسكان والسكنى لسنة 2004.